# Franz S. Englhofer
Franz Sales Englhofer (* 7. Februar 1834 in Pöllau; † 15. April 1914 Graz) war ein österreichischer Süßwaren-Fabrikant („Firn“).

## Leben
Nach dem Besuch der gymnasialen Unterstufe begann Englhofer 1848 eine Lehre bei seinem Onkel, dessen Geschäft er nach dessen Tod 1863 übernahm. Schon 1851 hatte er in Graz ein Handelsgeschäft für Kaffee gegründet. 1867 erweiterte er dieses um eine Abfüllfabrik für Kaffee.
1872 gründete er nach dem Vorbild von Adolph Kolping den katholischen Gesellenverein für das Herzogtum Steiermark.
Englhofer übergab 1882 die Leitung seines Unternehmens weitgehend an seine Söhne. 1888 wurde er Ehrenmitglied der neu gegründeten katholischen Studentenverbindung KÖHV Carolina Graz im ÖCV.

## Unternehmen
In ganz Österreich bekannt wurde Englhofer mit der 1909 gegründeten „Zuckerlfabrik Englhofer“. Die F. S. Englhofer Zuckerwarenfabrik KG, später F. S. Englhofer Zuckerwaren GesmbH, war lange Zeit Marktführer im Segment Bonbons (österr.: Zuckerl) in Österreich und blieb in Familienbesitz, bis sie 1997 an Nestlé verkauft wurde. Nestlé verkaufte das Unternehmen 2000 weiter an die deutsche August Storck KG, zu der es bis heute gehört. Storck vermarktet die Traditionsprodukte „Firn“, „Arosa“, „Eiszapfen“ und „Wiener Zuckerl“ hauptsächlich in Österreich.